# Anatolij Jonov
Anatolij Semjonovič Jonov (rusko Анатолий Семёнович Ионов), ruski hokejist, * 23. maj 1939, Noginsk, Moskovska oblast, Sovjetska zveza, † 12. maj 2019.
Jonov je v sovjetski ligi igral za kluba Dinamo Moskva in Krila Sovjetov, skupno na 300-ih prvenstvenih tekmah, na katerih je dosegel 139 golov. Za sovjetsko reprezentanco je nastopil na enih olimpijskih igrah, na katerih je osvojil zlato medaljo, in dveh svetovnih prvenstvih (brez olimpijskih iger), na katerih je osvojil dve zlati medalji. Za reprezentanco je odigral 51 tekem, na katerih je dosegel trinajst golov. 

## Pregled kariere
Odebeljeno - reprezentančni nastopi, glej tudi Statistika pri hokeju na ledu.
| Moštvo          | Liga                 | Sezona |    | Redni del | Redni del | Redni del | Redni del | Redni del | Redni del |   | Končnica | Končnica | Končnica | Končnica | Končnica | Končnica |
| --------------- | -------------------- | ------ | -- | --------- | --------- | --------- | --------- | --------- | --------- | - | -------- | -------- | -------- | -------- | -------- | -------- |
| Moštvo          | Liga                 | Sezona | OT | G         | P         | T         | +/-       | KM        | OT        | G | P        | T        | +/-      | KM       |          |          |
| Sovjetska zveza | Svetovno prvenstvo A | 65     |    | 7         | 4         | 4         | 8         |           | 6         |   |          |          |          |          |          |          |
| Sovjetska zveza | Svetovno prvenstvo A | 66     |    | 1         | 0         | 0         | 0         |           | 2         |   |          |          |          |          |          |          |
| Sovjetska zveza | Olimpijske igre      | 68     |    | 6         | 1         | 2         | 3         |           | 2         |   |          |          |          |          |          |          |
| Skupaj          |                      |        |    | 14        | 5         | 6         | 11        |           | 10        |   |          |          |          |          |          |          |